# Спадщина Римської імперії
Шаблон:Short description

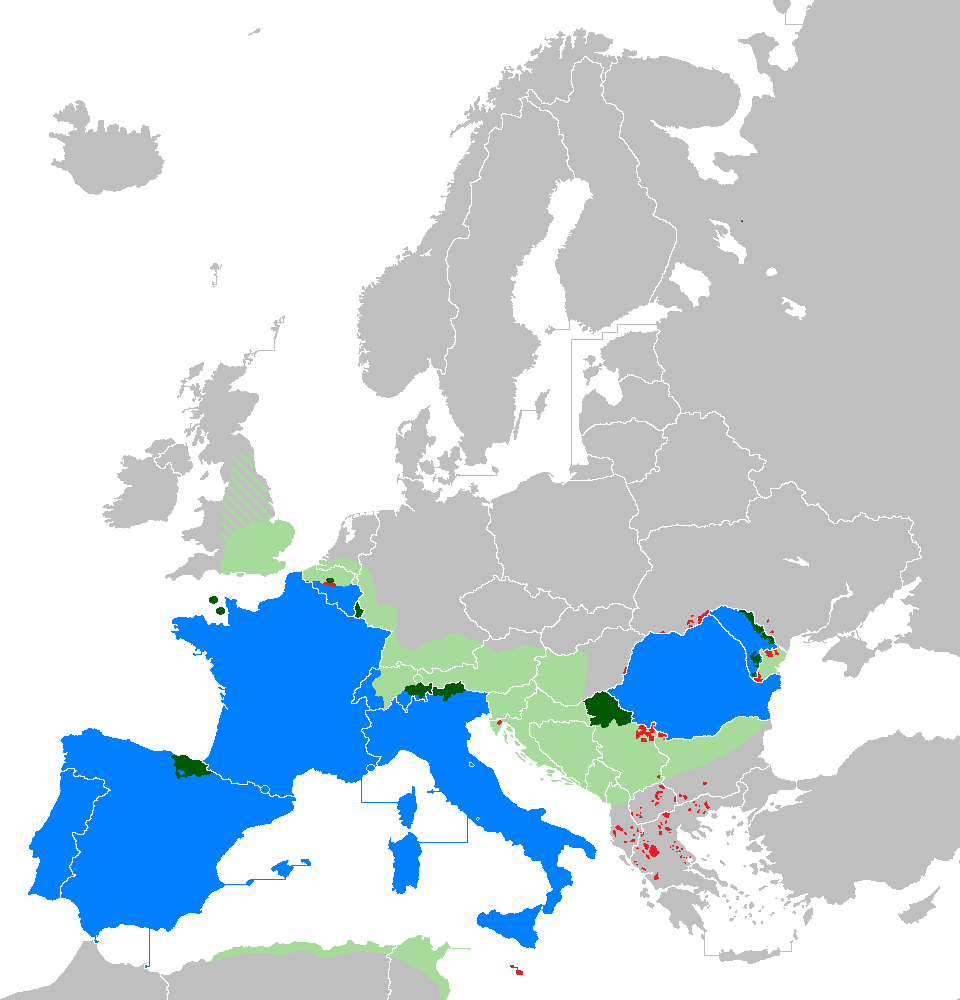
Офіційна романська мова
Співофіційна романська мова
Латинська мова використовувалась в давнину, але зникла.
Романська мова поширена, але не має офіційного статусу.

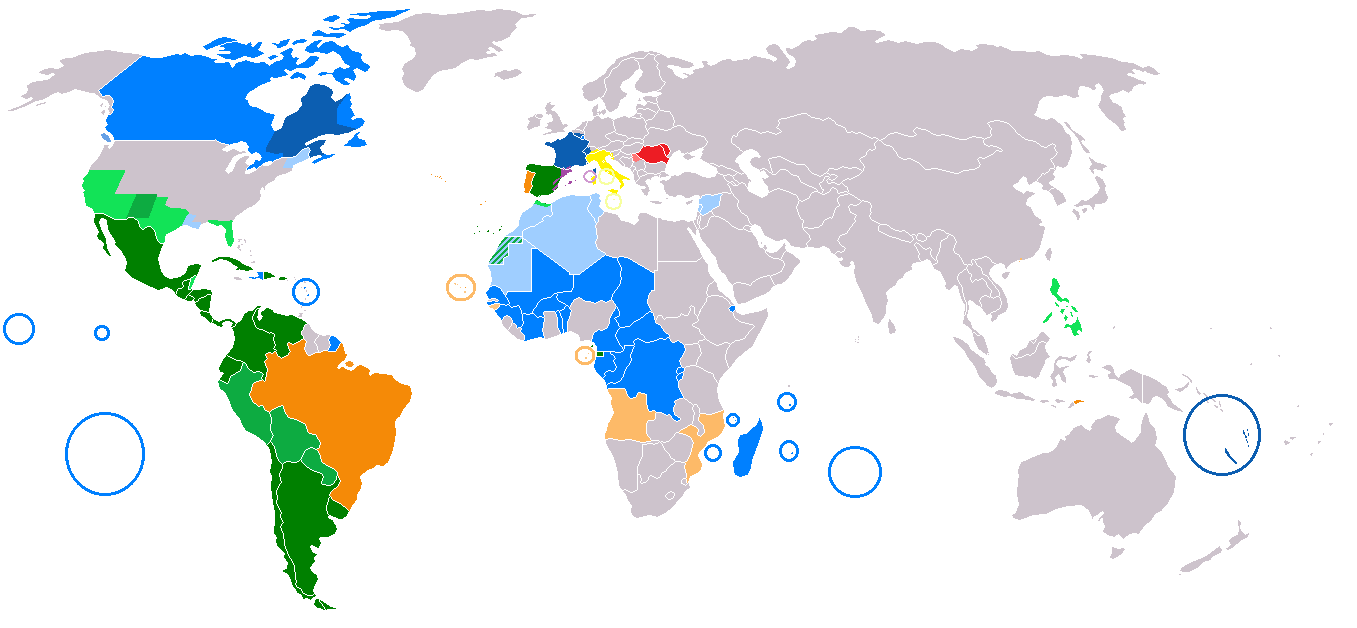
Глобальне поширення романських мов:
Французька
Іспанська
Португальська
Каталонська
Італійська
Румунська

Спадщина Римської імперії була різноманітною та значущою. Римська імперія, побудована на спадщині інших культур, справила тривалий вплив із широким географічним охопленням на багато аспектів культури, включаючи державні інститути, цивільне право, цінності, релігійні переконання, технологічні досягнення, інженерію та мову.
Ця спадщина пережила занепад імперії (V століття н.е. на Заході та XV століття н.е. у Східній Римській імперії) і продовжила формувати інші цивілізації — процес, що триває й досі. Рим був civitas (що відображено в етимології слова "цивілізація") і пов’язаний із західною цивілізацією, на основі якої будувалися наступні культури, а латинська мова Стародавнього Риму, уособлена класичною латиною, що використовувалась у латинській літературі, еволюціонувала впродовж Середньовіччя і збереглася в Римо-католицькій церкві як Церковна латина. Вульгарна латина, якою спілкувались у повсякденному житті, паралельно перетворилася на романські мови, що існують донині: італійську, французьку, іспанську, португальську, каталонську та румунську. Хоча Західна Римська імперія впала у V столітті н.е., Східна Римська імперія проіснувала до її завоювання Османською імперією в XV столітті н.е. і закріпила грецьку мову в багатьох частинах Східного Середземномор’я навіть після ранніх мусульманських завоювань VII століття н.е. Римське язичництво було значною мірою витіснене християнством після IV століття н.е. та хрещенням імператора Константина I (правив 306–337 н.е.). Християнська віра пізньої Римської імперії продовжила свій розвиток впродовж Середньовіччя і залишається важливим елементом сучасної релігії та свідомості західного світу.
Давньоримська архітектура, значною мірою зобов’язана давньогрецькій архітектурі елліністичного періоду, справила вплив на архітектуру західного світу, особливо в період Італійського Відродження XV століття. Римське право та республіканська політика (з часів Римської республіки) залишили стійку спадщину, вплинувши на республіки італійських міст-держав у Середньовіччі, а також на США та інші сучасні демократичні республіки. Юліанський календар Стародавнього Риму став основою сучасного григоріанського календаря, тоді як римські винаходи й інженерія, зокрема будівництво бетонних куполів, продовжували впливати на різні народи після падіння Риму. Римські моделі колоніалізму та ведення війни також стали впливовими.

## Мова
Латинська мова стала загальновживаною мовою ранньої Римської імперії, а згодом — Західної Римської імперії, тоді як — особливо у Східній імперії — продовжували вживатися місцеві мови, такі як грецька, меншою мірою — єгипетська та арамейська. Попри занепад Західної Римської імперії, латинська мова продовжувала процвітати в зовсім іншому соціально-економічному середовищі Середньовіччя, не в останню чергу завдяки тому, що стала офіційною мовою Римо-католицької церкви. Койне — форма грецької, яка служила мовою міжнаціонального спілкування в Східній імперії — залишається мовою літургії в деяких Східних православних церквах.
У Західній та Центральній Європі й у частинах північної Африки латина зберегла свій високий статус як головний засіб комунікації серед освічених класів упродовж Середньовіччя та пізніше, особливо в періоди Відродження та Бароко. Книги, що мали революційний вплив на науку, такі як De revolutionibus orbium coelestium (1543) Миколая Коперника, були написані латинською. Ця мова не втратила свого значення в науці до XVIII століття, а в зоологічних і ботанічних описах зберігалася до кінця XX століття. Сучасна міжнародна біномінальна номенклатура існує й донині: таксономи присвоюють латинську або латинізовану назву кожному виду.
У XXI столітті романські мови, тобто всі мови, що походять від латини, є рідною мовою для понад 920 мільйонів людей, а також другою мовою для ще 300 мільйонів — переважно в Америці, Європі та Африці. Романські мови мають статус офіційної, співофіційної або широко використовуються в 72 країнах світу.[відсутнє в джерелі] Із шести офіційних мов ООН дві — французька та іспанська — походять від латини.
Крім того, латинська мова справила значний вплив на лексику західногерманських мов. Романські слова становлять відповідно 59%, 20% і 14% словникового складу англійської, німецької та нідерландської мов. Ці показники можуть суттєво зрости, якщо враховувати лише нескладені та непохідні слова. Таким чином, романські слова становлять приблизно 35% лексики нідерландської мови. З усіх запозичень у нідерландській, 32,2% походять безпосередньо з тієї чи іншої форми латини (не враховуючи запозичення з романських мов). Понад 60% словникового складу албанської мови складається з латинських коренів, через що албанську мову колись помилково відносили до романських мов.

### Писемність

Глобальне поширення латинської абетки

Усі три офіційні системи письма сучасного Європейського Союзу — латинська, грецька та кирилична — походять від систем письма, що використовувалися в Римській імперії. Сьогодні латиниця, яка була поширена Римською імперією по більшій частині Європи й походить від фінікійської абетки через стародавню форму грецької абетки, яку адаптували та модифікували етруски, є найпоширенішою та найуживанішою системою письма у світі. Її поширенню сприяли колонії, торговельні шляхи та політична могутність, і вона продовжує зміцнювати свій вплив. Грецька абетка, що поширилась східним Середземномор’ям у період еллінізму, залишалася основною системою письма Східної Римської імперії (Візантії) до її падіння в XV столітті. Кирилиця значною мірою походить від грецької.

### Латинська література

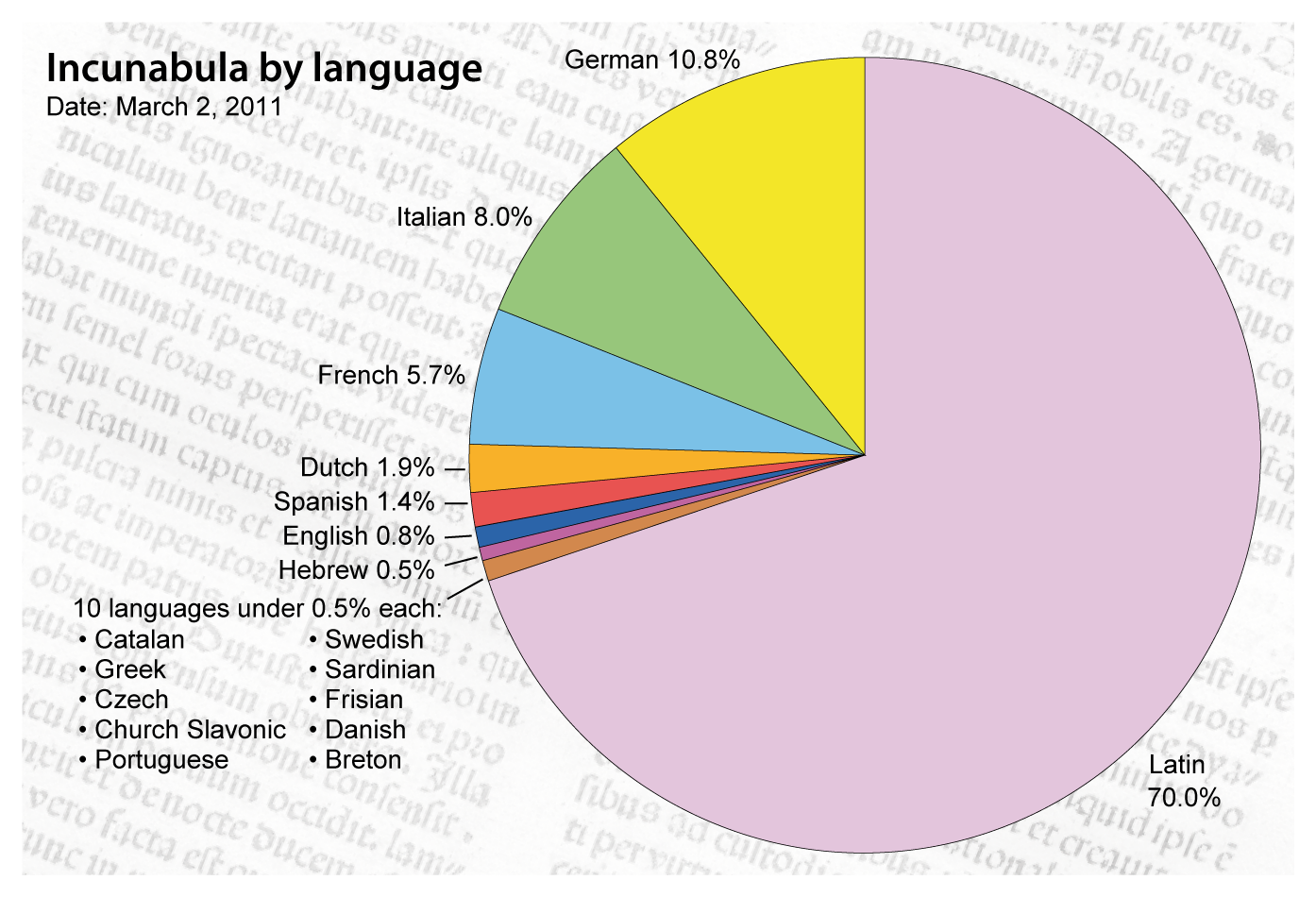
Друковані книги XV століття за мовами. Високий престиж латини означав, що ця мова й надалі домінувала в європейському видавничому просторі ще тисячу років після падіння Західної Римської імперії.

Каролінзьке відродження VIII століття врятувало багато латинських творів від забуття: переписані в цей період рукописи стали єдиними джерелами для деяких творів, які згодом знову зникли з обігу, допоки їх не було віднайдено під час Відродження. Прикладами є Тацит, Лукрецій, Проперцій і Катулл.
Інші латинські автори ніколи не зникали з культурного простору: Вергілій, переосмислений у IV столітті як пророк християнства, у XII столітті здобув репутацію чаклуна.
Цицерон у деяких своїх творах залишався зразком гарного стилю, з якого часто черпали цитати. Середньовічні християни читали Овідія алегорично, а Сенеку переосмислювали як листувальника святого Павла. Лукан, Персій, Ювенал, Горацій, Теренцій та Стацій збереглися в межах канону, що продовжував існувати, а історики Валерій Максим і Тит Лівій залишались популярними завдяки моральним урокам, які очікувалося отримати з історії.
Завдяки Римській імперії, грецька література також продовжувала справляти вплив на Європу ще довго після її падіння, особливо після відновлення грецьких текстів зі Сходу в період пізнього Середньовіччя та відродження грецької грамотності під час Ренесансу. Багато освічених західноєвропейців — від епохи Відродження і аж до XX століття — читали твори Плутарха, зокрема його Порівняльні життєписи, написані грецькою. Наприклад, п’єса Шекспіра Юлій Цезар здебільшого ґрунтується на біографіях Цезаря, Катона Молодшого та Брута з творів Плутарха, обговорення й осмислення яких було поширеним серед інтелігенції доби Шекспіра.

## Освіта
Мартіан Капелла розробив систему семи вільних мистецтв, яка лягла в основу середньовічної освіти. Хоча вільні мистецтва вже були відомі в Стародавній Греції, лише після Мартіана вони набули канонічної форми.
Його єдиний енциклопедичний твір — Про шлюб Філології та Меркурія (De nuptiis Philologiae et Mercurii) — встановив стандарт освітньої моделі у християнізованій Римській імперії V століття, що проіснував до ренесансу XII століття.
Сім вільних мистецтв поділялися на тривіум, що охоплював граматику, логіку та риторику, та квадривіум, до якого входили арифметика, геометрія, музика та астрономія.

## Календар і вимірювання
Сучасний західний календар є вдосконаленням Юліанського календаря, який було введено Юлієм Цезарем. Календар Римської імперії починався з місяців Ianuarius (січень), Februarius (лютий) та березень. Звичай починати рік 1 січня був встановлений у стародавньому Римі. Протягом середньовіччя рік починався 25 березня, у день католицького свята Благовіщення.
Римський ченць V століття Діонісій Малій створив сучасну систему датування ери Anno Domini (AD), що базується на прийнятій даті народження Ісуса, де AD позначає роки від початку цієї епохи, а BC — роки до неї.
Сучасний семиденний тиждень походить від греко-римської системи планетарних годин, у якій одному з семи небесних тіл Сонячна система, відомих у стародавні часи — Сатурн, Юпітер, Марс, Сонце, Венера, Меркурій та Місяць — надається «правління» над певним днем. Романські мови (за винятком португальської, яка позначає п’ять днів тижня порядковими числами, починаючи з segunda-feira до sexta-feira) зберігають латинські назви днів, окрім неділі, яка стала називатися dies dominicus (день Господній) під християнським впливом.
| День        | Неділя Sōl (Сонце) | Понеділок Луна (Місяць) | Вівторок Марс (Марс) | Середа Меркурій (Меркурій) | Четвер Юпітер (Юпітер) | П’ятниця Венера (Венера) | Субота Сатурн (Сатурн) |
| ----------- | ------------------ | ----------------------- | -------------------- | -------------------------- | ---------------------- | ------------------------ | ---------------------- |
| Латинська   | dies Sōlis         | dies Lūnae              | dies Martis          | dies Mercuriī              | dies Iovis             | dies Veneris             | dies Saturnī           |
| Італійська  | domenica           | lunedì                  | martedì              | mercoledì                  | giovedì                | venerdì                  | sabato                 |
| Французька  | dimanche           | lundi                   | mardi                | mercredi                   | jeudi                  | vendredi                 | samedi                 |
| Іспанська   | domingo            | lunes                   | martes               | miércoles                  | jueves                 | viernes                  | sábado                 |
| Румунська   | duminică           | luni                    | marți                | miercuri                   | joi                    | vineri                   | sâmbătă                |
| Каталонська | diumenge           | dilluns                 | dimarts              | dimecres                   | dijous                 | divendres                | dissabte               |

### Години доби
12-годинний годинник — це часовий стандарт, популяризований римлянами, в якому 24 години доби діляться на два періоди. Римляни поділяли день на 12 рівних годин — A.M. (ante-meridiem, до полудня) і P.M. (post-meridiem, після полудня). Також римляни започаткували практику початку нового дня опівночі, що використовується по всьому світу й досі.

### Цифри та одиниці

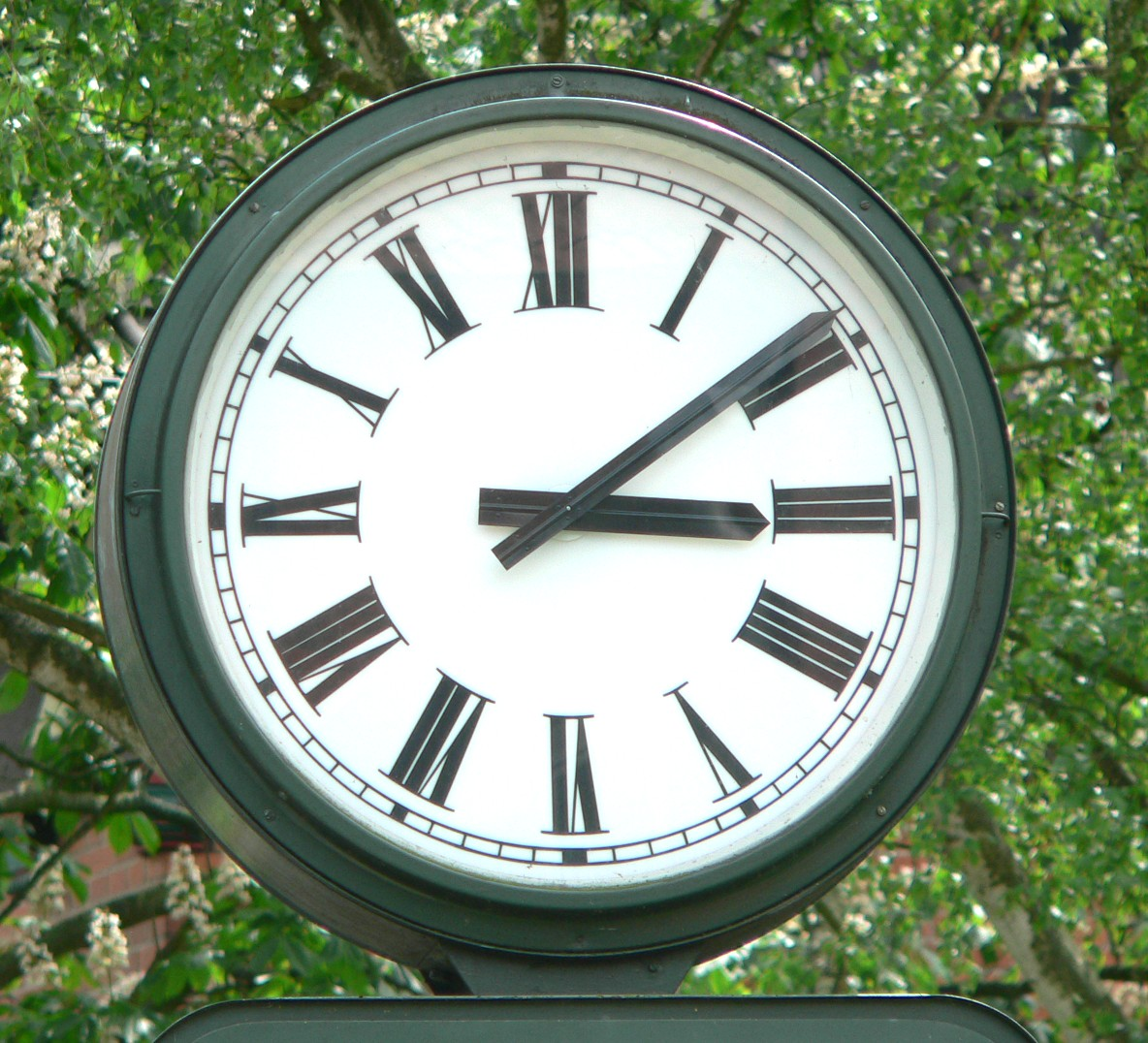
Типовий циферблат із римськими цифрами у Bad Salzdetfurth, Німеччина. Концепція дванадцятигодинного дня походить із Римської імперії.

Римські цифри залишалися основним способом запису чисел у Європі до XIV століття, коли їх почали витісняти індо-арабські цифри. Однак система римських цифр досі широко використовується в певних формальних і незначних контекстах, наприклад, на циферблатах годинників, монетах, роках побудови будівель і у позначенні поколінь (як-от Людовік XIV або Вільям Говард Тафт IV). Романські мови (а також інші мови, як російська, польська і баскська) пишуть століття римськими цифрами; наприклад, іспанською "21 століття" — siglo XXI.
Римляни закріпили сучасне поняття години як однієї двадцять четвертої частини доби. Англійська система вимірювання також зберігає риси давньоримської стопи (11,65 сучасних дюймів), яка використовувалася в Англії до англосаксонського заселення Британії. Сам дюйм походить від римського терміна uncia, що означає одну дванадцяту частину.

### Система трьох віків
Хоча сучасна археологічна система трьох основних епох — кам'яної, бронзової та залізної — була створена данським археологом Крістіаном Юргенсеном Томсеном, сама концепція поділу доісторичних епох на основі використання металів походить ще з Давнього Риму. Її започаткував римський поет і філософ Лукрецій у І столітті до н. е.[джерело?]

## Релігія

### Християнство

Християнство за відсотком населення в кожній країні

Хоча класичні римська та Елліністична релігія врешті-решт були витіснені християнством, багато ключових теологічних ідей та питань, характерних для західних релігій, виникли ще до християнства. Аргумент про першопричину існування Бога, наприклад, бере свій початок у працях Платона. Аргументи за розумний задум, які запровадили Сократ і Арістотель і які досі активно обговорюються, складали важливу частину стоїчної теології аж до пізньоримського періоду. Проблема зла широко обговорювалася серед античних філософів, включаючи римських авторів, таких як Цицерон та Сенека, а багато з їхніх відповідей пізніше були адаптовані в християнській теодицеї. У християнській моральній теології також велике значення має натуральне право, яке спирається на традицію, закладену Арістотелем, стоїками та, зокрема, Цицероном у його популярному латинському творі De Legibus. Концепція природного права Цицерона "потрапила в наступні століття, зокрема, через твори святого Ісидора Севільського та Декрет Граціана" і вплинула на обговорення цього питання аж до часів Американської революції.
Християнство також поширювалося через Римську імперію; за часів імператора Феодосія I (379–395 рр. н. е.) офіційною державною релігією Римської імперії стало християнство. Згодом колишні римські території перетворилися на християнські держави, які поширювали свою релігію на інші частини світу через колонізацію та місіонерську діяльність.
Християнство також слугувало каналом збереження й передачі греко-римської літературної культури. Класична освітня традиція в вільних мистецтвах збереглася після падіння імперії завдяки середньовічному християнському університету. Освіта в середні віки значною мірою ґрунтувалася на греко-римських книгах, таких як Начала Евкліда та впливових підручниках з квадрівіуму, написаних латинською мовою римським державним діячем Боецієм (480–524 рр. н. е.).
Основні твори грецької та латинської літератури не лише читали, але й писали християни під час імперського періоду. Багато найвпливовіших творів ранньої християнської традиції було написано римськими та еллінізованими теологами, які активно взаємодіяли з літературною культурою імперії (див. Отці Церкви). Наприклад, твір святого Августина (354–430 рр. н. е.) Місто Боже широко використовує цитати з Віргілія, Цицерона, Варрона, Гомера, Платона та елементи римських цінностей і ідентичності, щоб критикувати язичництво та захищати християнство на тлі занепаду імперії. Залучення ранніх християн до римської та грецької літератури як читачів і авторів допомогло зберегти літературну спадщину Риму після падіння імперії. Протягом наступних тисячоліть релігійні вчені в латинському Заході — від Беди до Томи Аквінського і пізніших діячів епохи Відродження, таких як Данте, Монтень і Шекспір — продовжували читати, цитувати та наслідувати як християнські, так і язичницькі твори Римської імперії. У східній частині імперії продуктивна традиція грецької літератури не переривалася після падіння Заходу, частково завдяки працям грецьких отців Церкви, яких широко читали християни у середньовічному Візантії, і які досі впливають на релігійну думку (див. Візантійська література).
1. ↑  Spielvogel, Jackson J. (2016). Western Civilization: A Brief History, Volume I: To 1715 (вид. Cengage Learning). Cengage Learning. с. 156. ISBN 978-1-305-63347-6.
2. ↑  Neill, Thomas Patrick (1957). Readings in the History of Western Civilization, Volume 2 (вид. Newman Press). с. 224.
3. ↑  Див. Історія латинської мови.
4. ↑  Romance languages. Britannica.com. Процитовано 24 листопада 2018.
5. ↑  Language Acquisition in the Romance Speaking World: Peru - Departamento de Educación. Departamento.pucp.edu.pe. Архів оригіналу за 8 серпня 2016. Процитовано 14 травня 2016.
6. ↑  Fäcke, Christiane (25 серпня 2014). Manual of Language Acquisition - Google Libros. Walter de Gruyter GmbH & Co KG. ISBN 9783110302257. Процитовано 14 травня 2016.
7. ↑  Weber, Jean Jacques (2009). Multilingualism, Education and Change - Jean Jacques Weber - Google Libros. Peter Lang. ISBN 9783631572856. Процитовано 14 травня 2016.
8. ↑  Johnson, Sally; Ensslin, Astrid (19 вересня 2007). Language in the Media: Representations, Identities, Ideologies - Google Libros. A&C Black. ISBN 9781441151254. Процитовано 14 травня 2016.
9. ↑  Beretta, Claudio (2003). I nomi dei fiumi, dei monti, dei siti: strutture linguistiche preistoriche - Claudio Beretta - Google Libros. Hoepli Editore. ISBN 9788820330989. Процитовано 14 травня 2016.
10. ↑  USA (28 вересня 2015). Radiation oncology in Latin speaking countries: A link between Europe and Latin America. Rep Pract Oncol Radiother. 19 (4): 227—9. doi:10.1016/j.rpor.2013.06.004. PMC 4104016. PMID 25061515.
11. ↑  Finkenstaedt, Thomas; Dieter Wolff (1973). Ordered Profusion; studies in dictionaries and the English lexicon. C. Winter. ISBN 3-533-02253-6.
12. ↑  Uwe Pörksen, German Academy for Language and Literature's Jahrbuch [Yearbook] 2007 (Wallstein Verlag, Göttingen 2008, pp. 121-130)
13. 1 2  Loanwords in the World's Languages: A Comparative Handbook (PDF). Walter de Gruyter. 2009. с. 370.
14. ↑  
van der Sijs, Nicoline (2009). Loanwords in Dutch. У Haspelmath, Martin; Tadmor, Uri (ред.). Loanwords in the World's Languages: A Comparative Handbook (PDF). Berlin: De Gruyter Mouton. с. 350. ISBN 978-3-11-021843-5. Процитовано 3 червня 2020. The Latin loanwords [in Dutch] (from Roman times, from Church Latin and from medical and scientific Latin) amount to 32.2% of all loanwords [...].
15. ↑  Савицька, Ірена. "На перехресті Заходу, Сходу й Орієнту – випадок албанської культури." *Colloquia Humanistica*. № 2. Інститут славістики Польської академії наук, 2013. Стор. 97: "Навіть за свідченням албанських лінгвістів, албанська лексика на 60 відсотків складається з латинських слів різних періодів... Коли албаністика лише зароджувалась, траплялися випадки класифікації албанської як романської мови. Існує також ідея спільного походження албанської та румунської мов. Граматика румунської майже ідентична граматиці албанської, але це може бути і результатом пізнішої конвергенції в межах балканського мовного союзу."
16. ↑  
Lunt, Horace G. (1955). The Old Church Slavonic writing systems. Old Church Slavonic Grammar (вид. 7). Berlin: Walter de Gruyter (опубліковано 2010). с. 16. ISBN 9783110876888. Процитовано 3 червня 2020. [...] the Greek-based alphabet is the ancestor of the cyrillic alphabets used today in the Balkans and among the East Slavs.
17. ↑  Incunabula Short Title Catalogue. Британська бібліотека. Процитовано 2 березня 2011.
18. ↑  
Roberto Weiss, The Renaissance Discovery of Classical Antiquity (Oxford: Blackwell) 1969:1.
19. ↑  Global Christianity – A Report on the Size and Distribution of the World's Christian Population (PDF). Pew Research Center.
20. ↑  Corwin, Edward S. (1955). The "Higher Law" Background of American Constitutional Law. Ithaca, NY: Cornell University Press. с. 17–18. ISBN 9780801490125.